# Cleidodiscus capax
Cleidodiscus capax är en plattmaskart. Cleidodiscus capax ingår i släktet Cleidodiscus och familjen Dactylogyridae. Inga underarter finns listade i Catalogue of Life.